# Ahmad Bazri
Ahmad Bazri (pers. احمد بذری; ur. 20 stycznia 1997) – irański zapaśnik walczący w stylu wolnym. 
Wicemistrz Azji w 2020. Triumfator igrzysk solidarności islamskiej w 2021. Brązowy medalista igrzysk wojskowych w 2019. 
Mistrz Azji U-23 w 2019. Drugi na MŚ juniorów w 2016; trzeci w 2017. Mistrz Azji juniorów w 2016 i 2017 roku.